# Nieuwe Cronyk van Zeeland
De Nieuwe Cronyk Van Zeeland is een naslagwerk, in 1700 uitgegeven door de historicus Mattheus Smallegange (1624 - 1710).
Het is een uitgebreide (bijna 800 bladzijden) en fraai geïllustreerde beschrijving van Zeeland. Alhoewel op het titelblad het jaar 1696 staat vermeld kwam het boek pas in 1700 uit. Het werk was een vervolg en samenvatting van de kronieken van Jacobus Eyndius (Chronici Zelandiae, p. 1-60) en Johan Reygersberg (Dye Chronijck van Zeelandt, p. 70-225, maar in veranderde volgorde). Ook werden er vele passages uit het werk van Boxhorn en Vredius – soms letterlijk – overgenomen. Het boek werd besloten met een herdruk van "de Beschrijving van den Zeelandschen adel, met wapenkaarten".
Het was de bedoeling dat er twee delen zouden verschijnen. In een ‘besluit’ dat in of na 1702 is geschreven en aan sommige exemplaren van de Cronyk is toegevoegd, bericht Smallegange dat het tweede deel van zijn kroniek "over eenige jaren al meest beschreven ligt". Het is echter nooit verschenen; ook is het handschrift niet teruggevonden.
De Cronyk wordt soms in originele vorm te koop aangeboden met een vraag prijs van 4000 - 5000. Ook voor de facsimile uitgaven van 1966 en 1976 worden flinke prijzen gevraagd (€ 500 - € 1000):
- 1966; Middelburg; Van Benthem & Jutting.  Met kaarten en plattegronden. + Beschrijving van de Zeelandsche Adel & wapens.
- 1976; Vlissingen resp. Schiedam; Bikker Boeken resp. Interbook Int; Met al of niet uitslaande platen, kaarten en plattegronden. Voorzien van de Beschryving Van den Zeelandschen Adel, met afbeeldingen der wapens, en van Besluit Tot de Zeelandsche Cronyk.

## Afbeeldingen

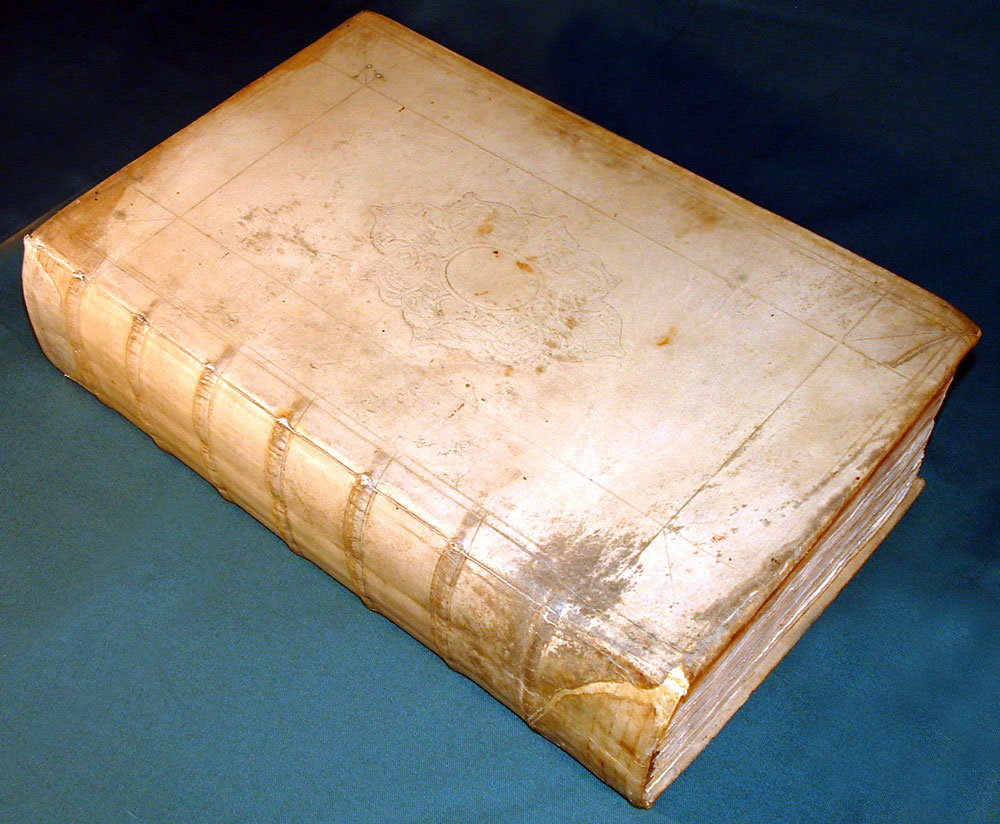
De Cronyk
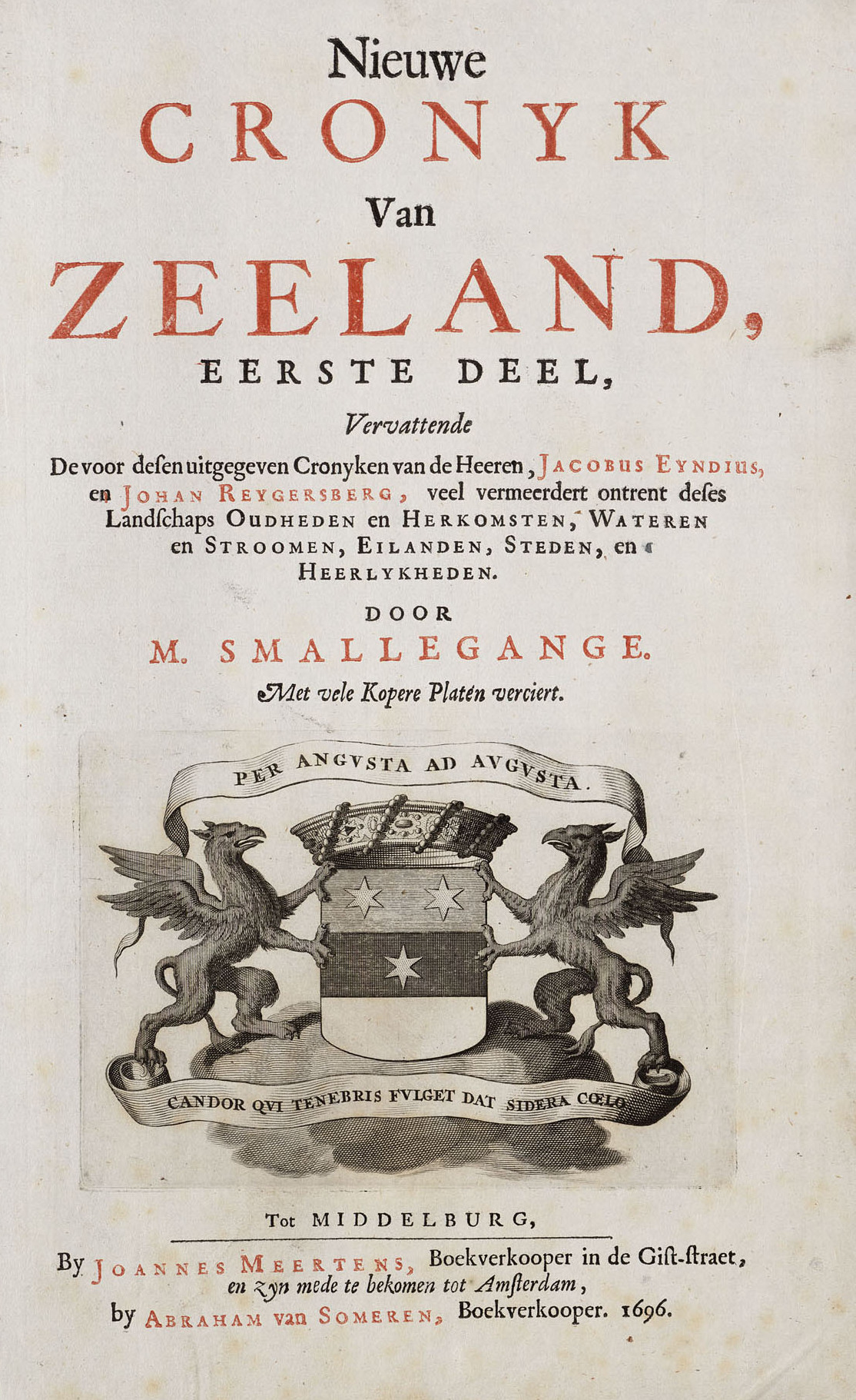
Titelblad
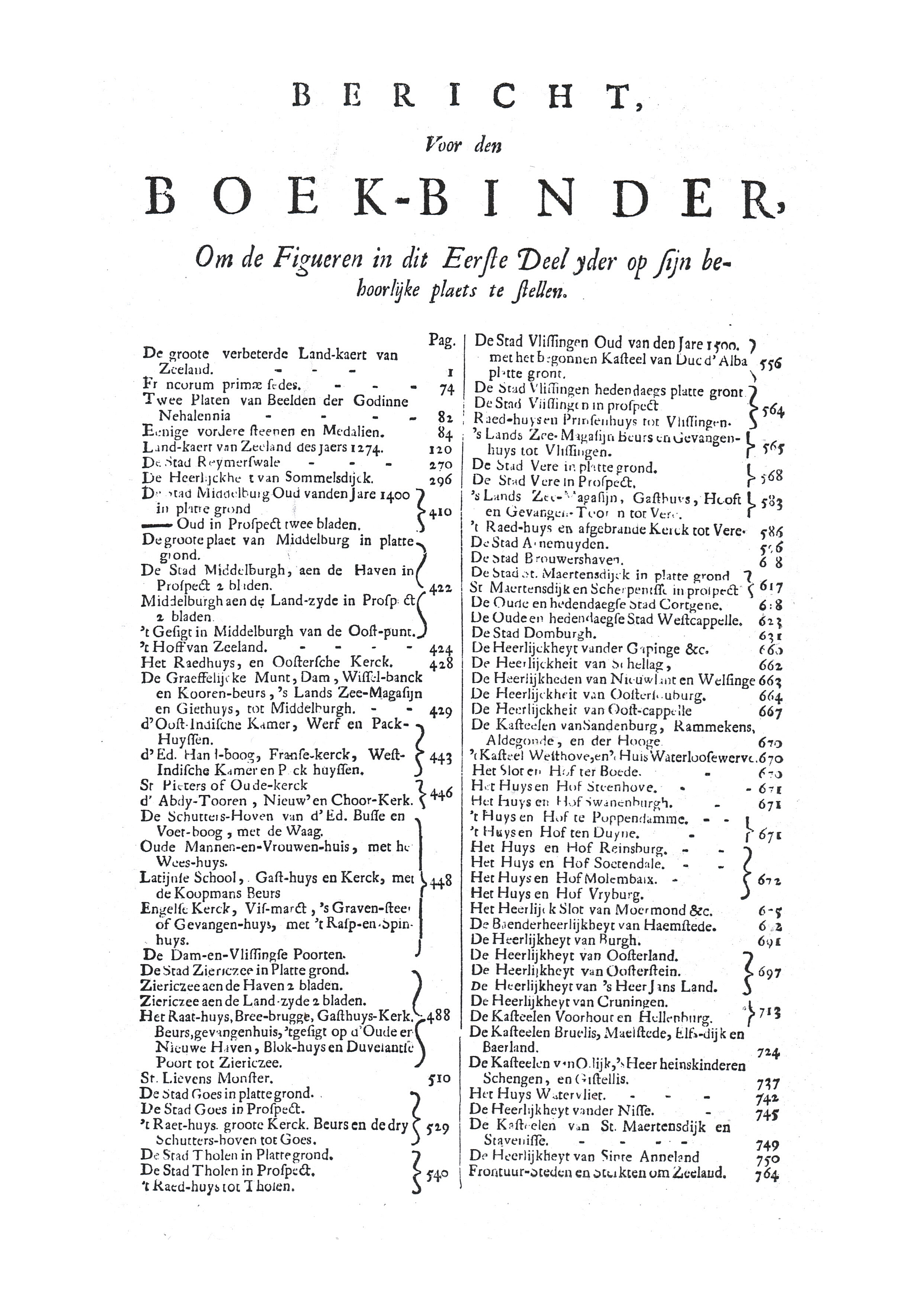
Afbeeldingen-index in de Cronyk van Zeeland
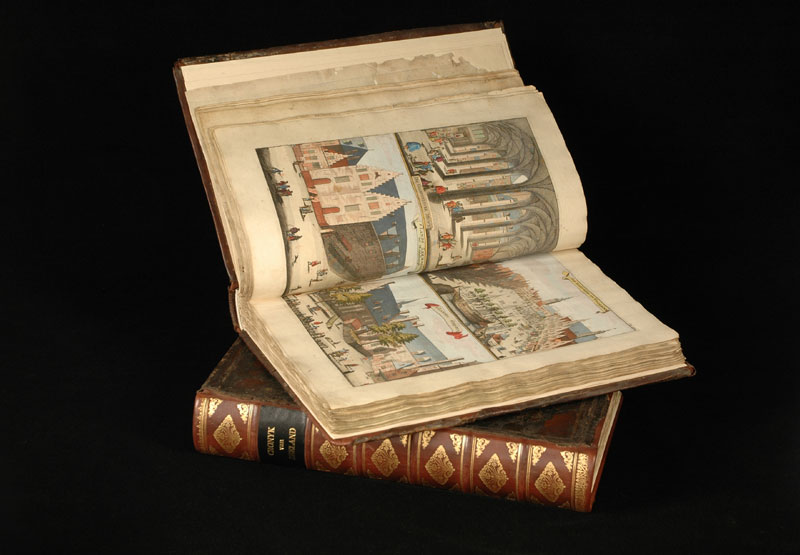
Ingekleurde versie van de Cronyk
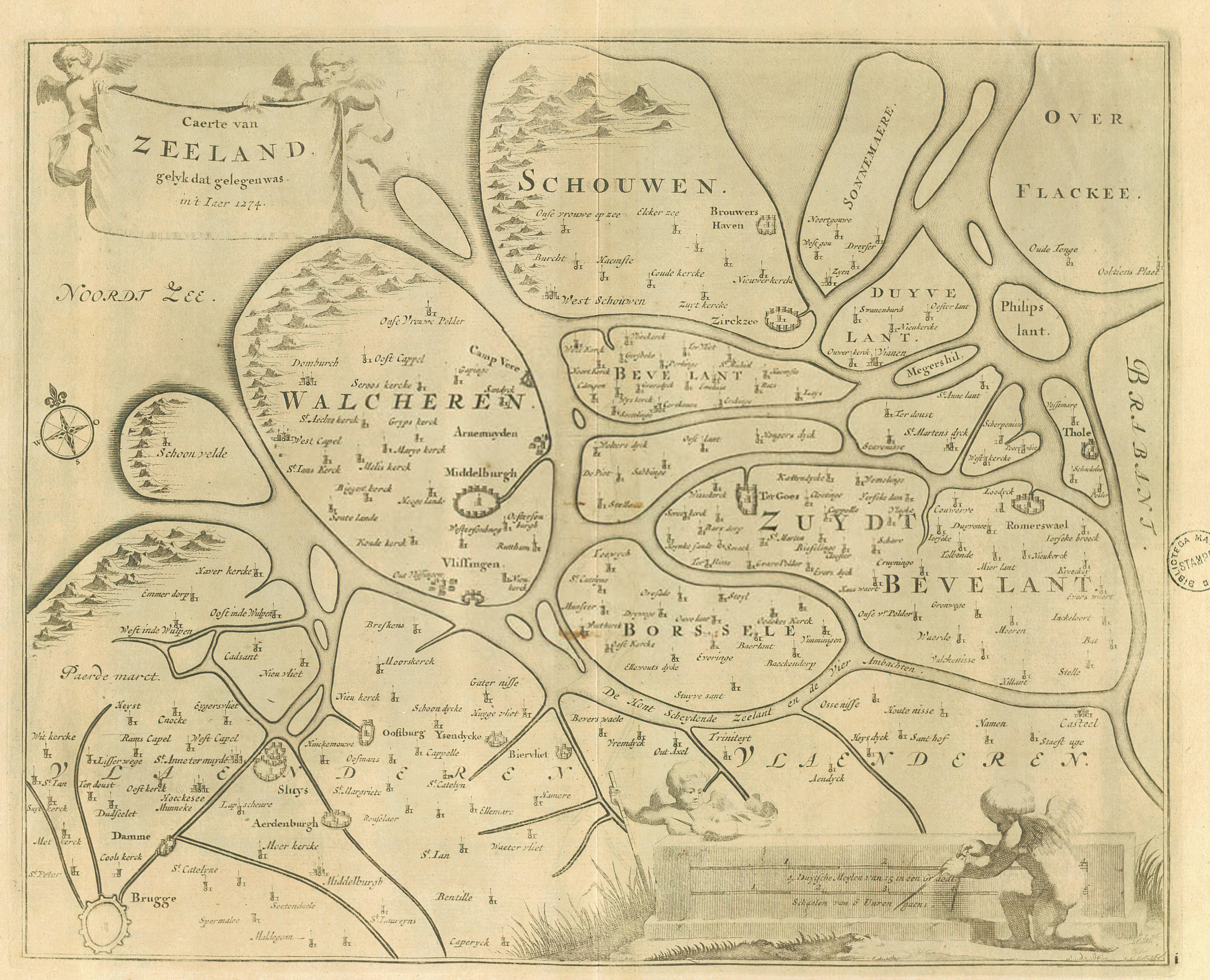
Zeeland in 1274
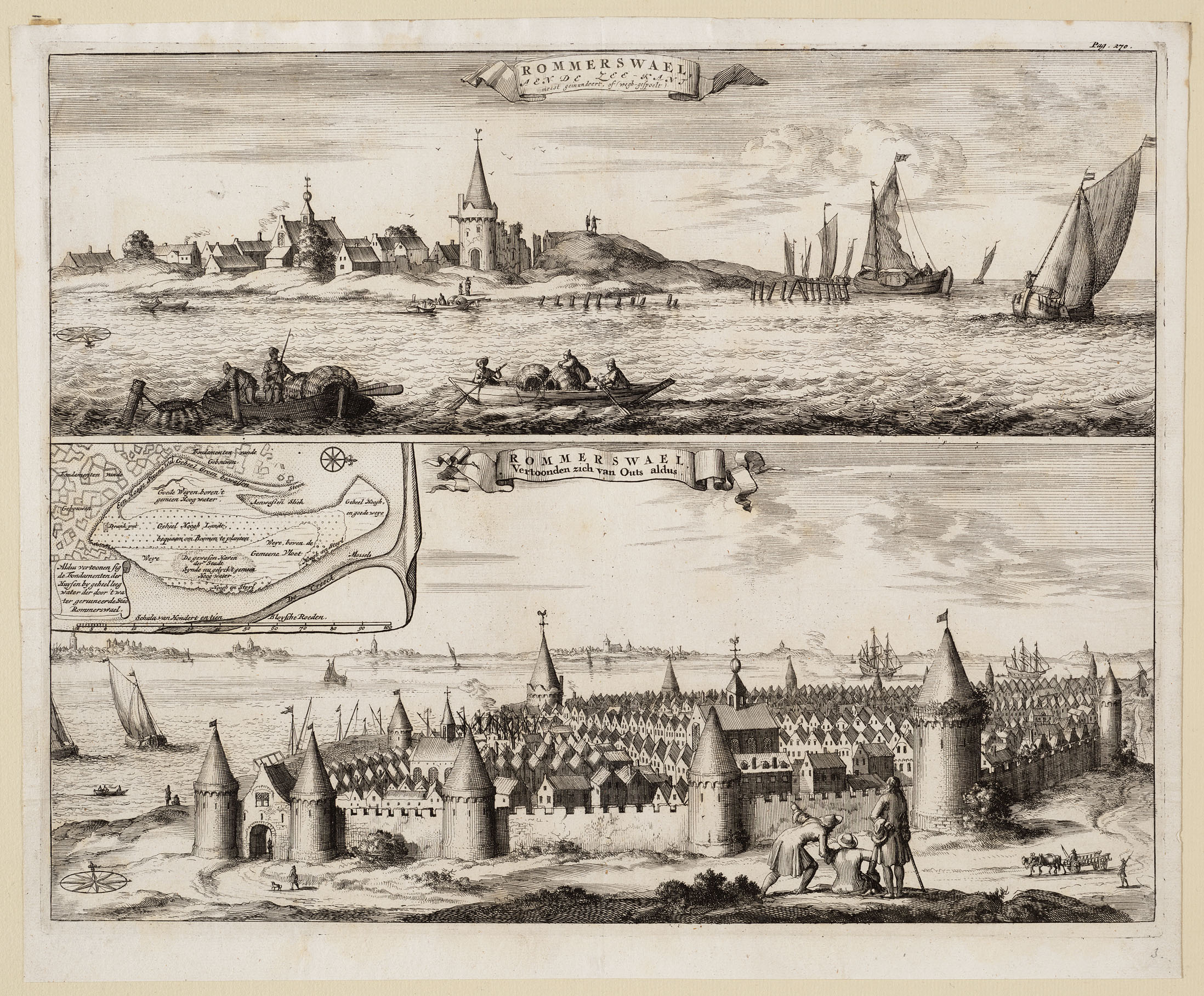
Gezichten op Reimerswaal
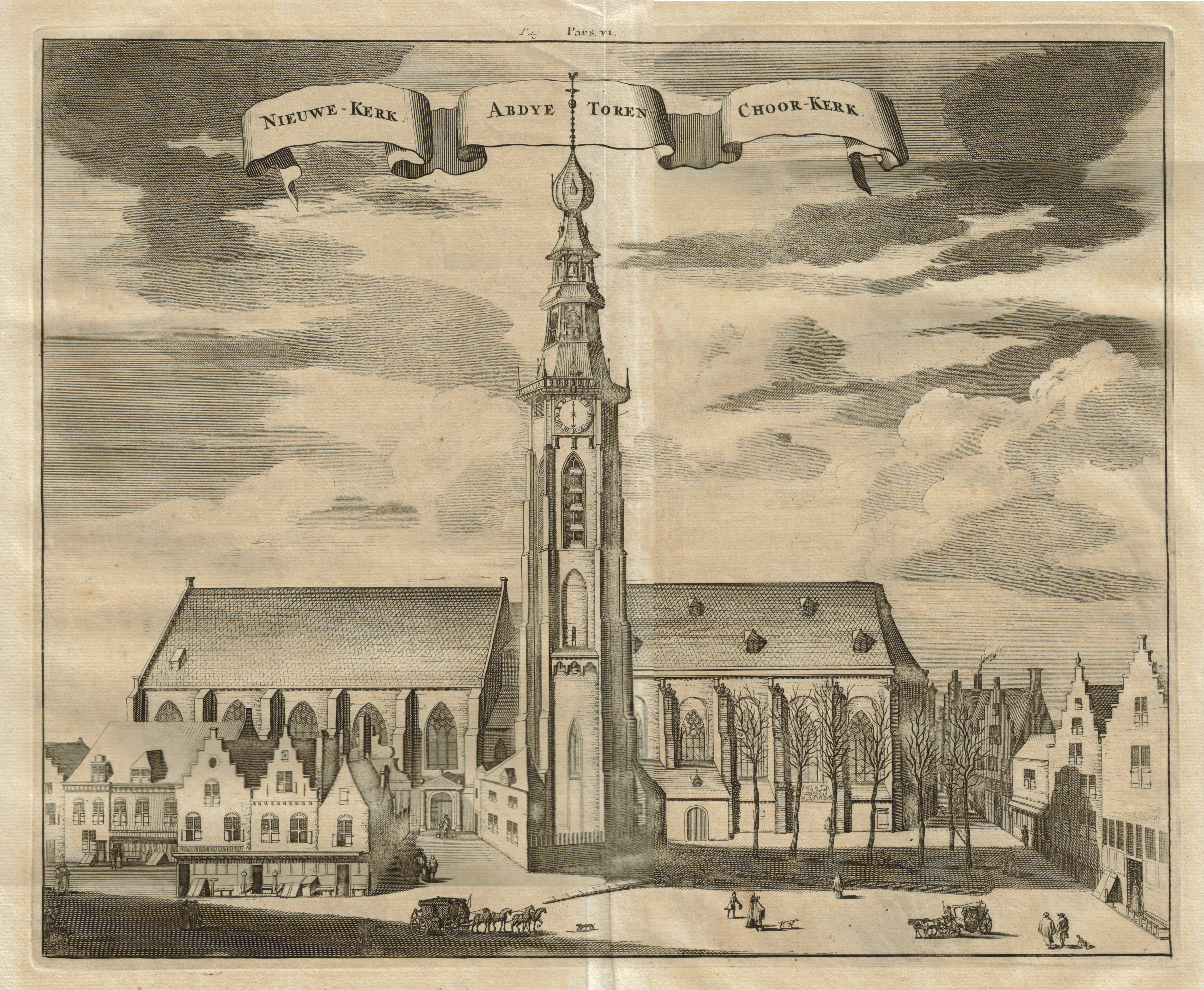
Abdij van Middelburg
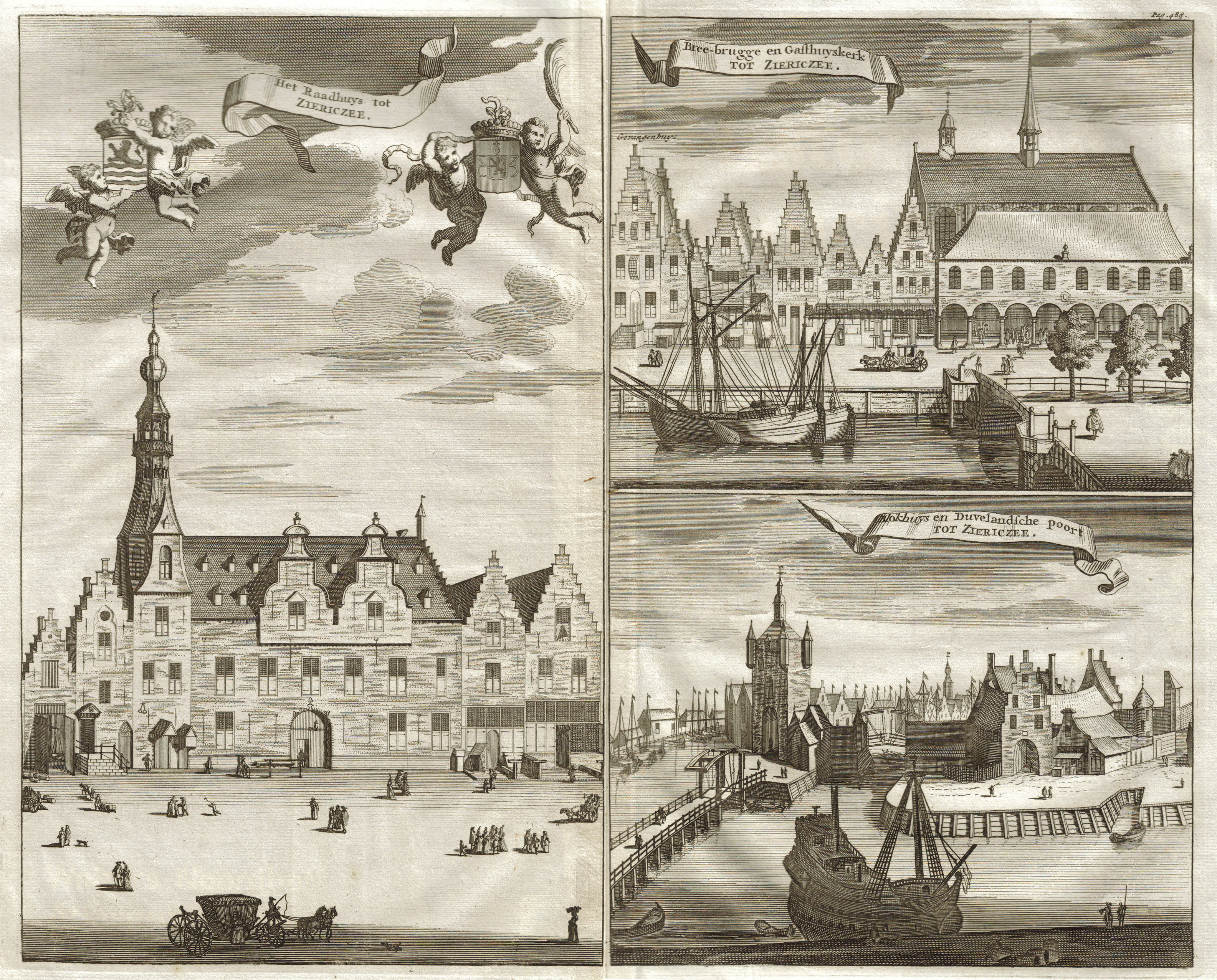
Afbeeldingen uit Zierikzee
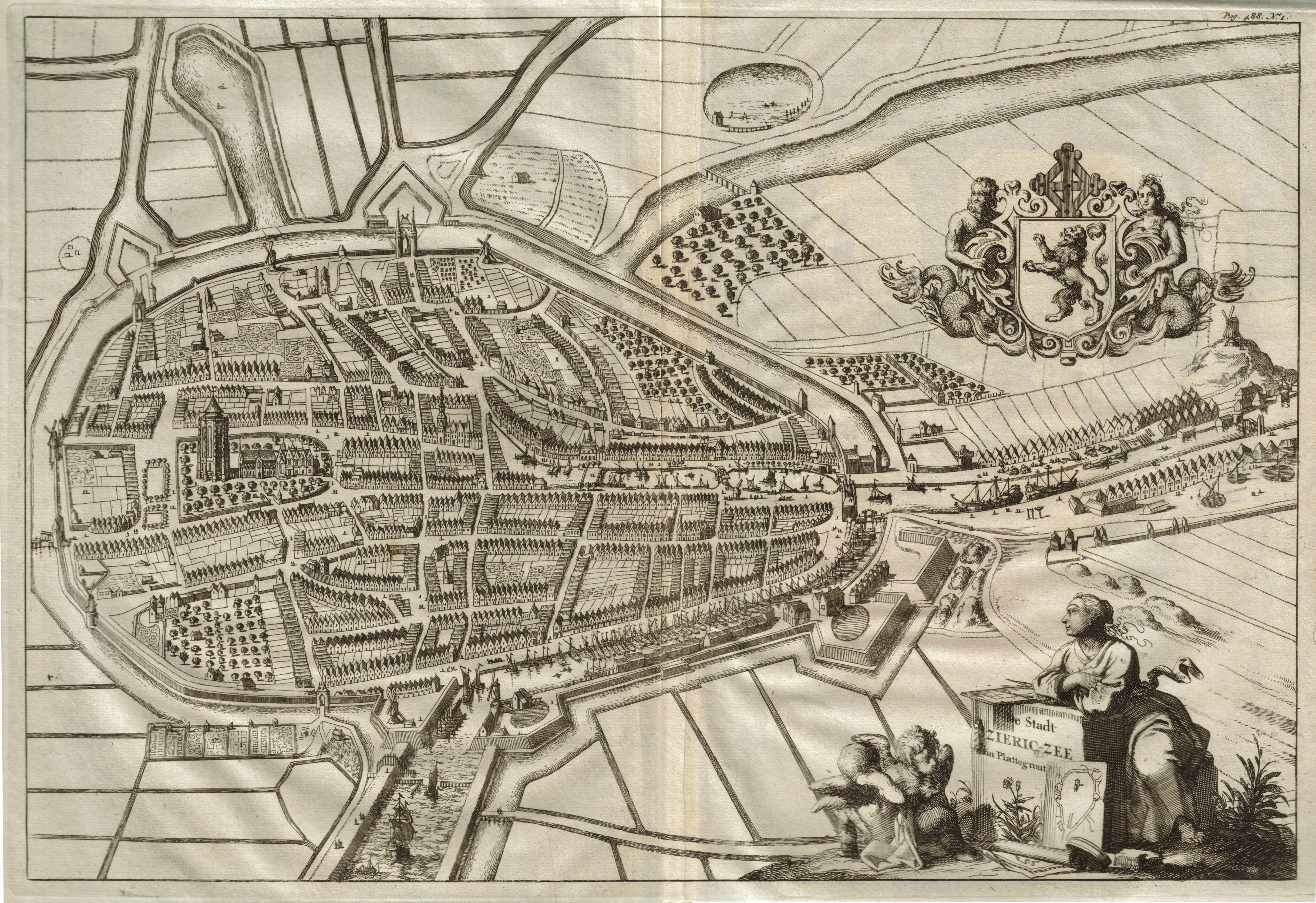
Plattegrond van Zierikzee
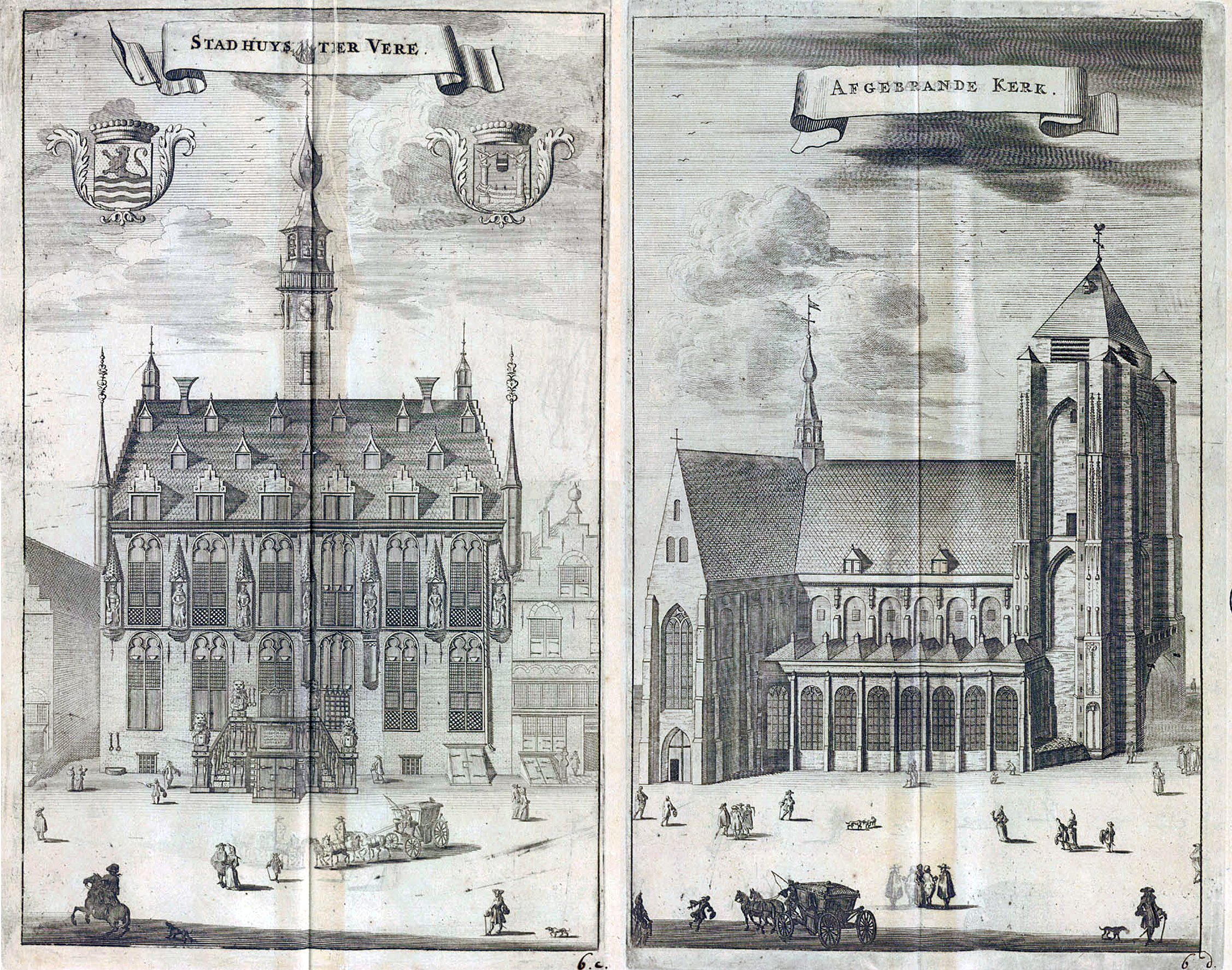
Stadhuis & Kerk van Veere
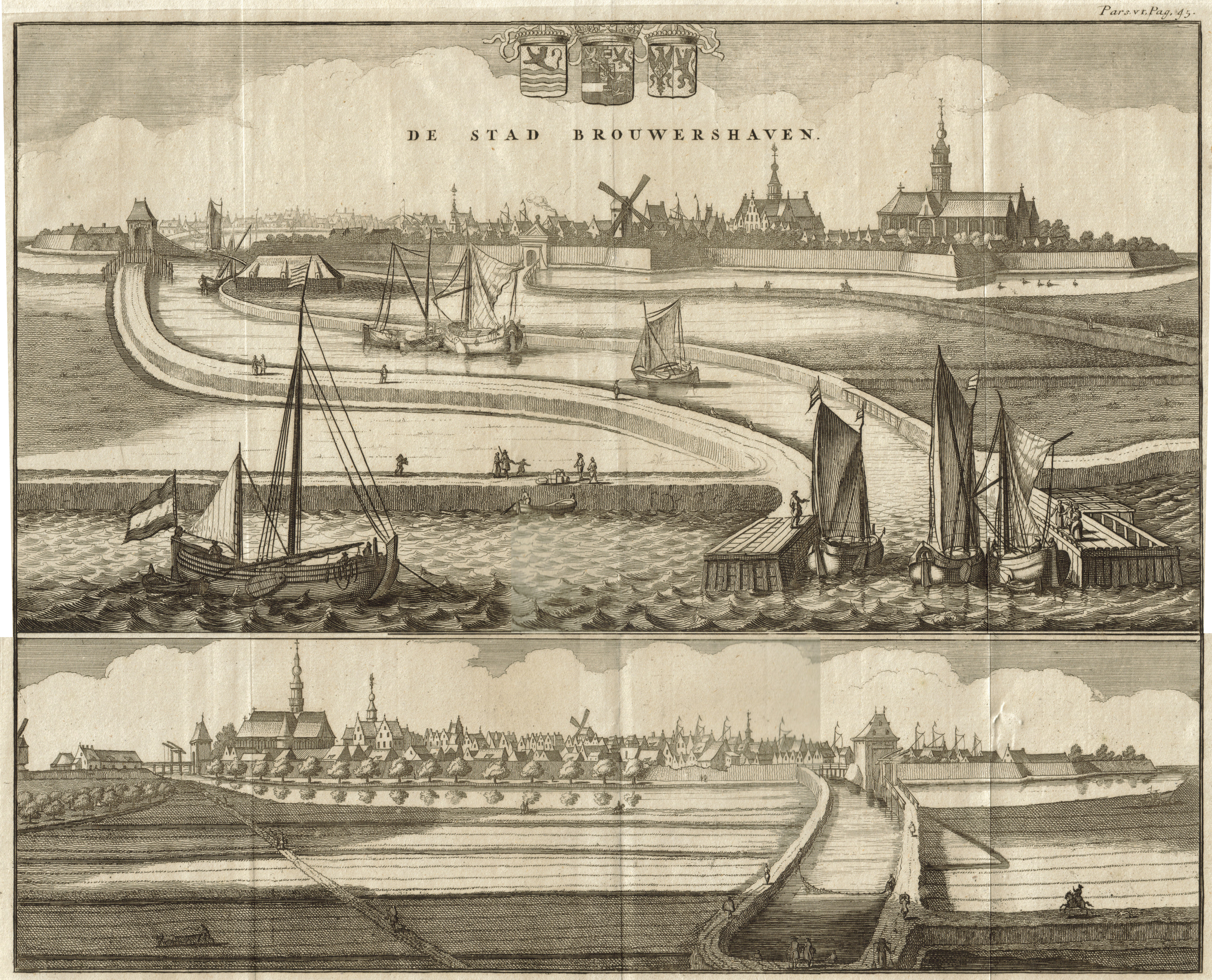
Gezichten op Brouwershaven
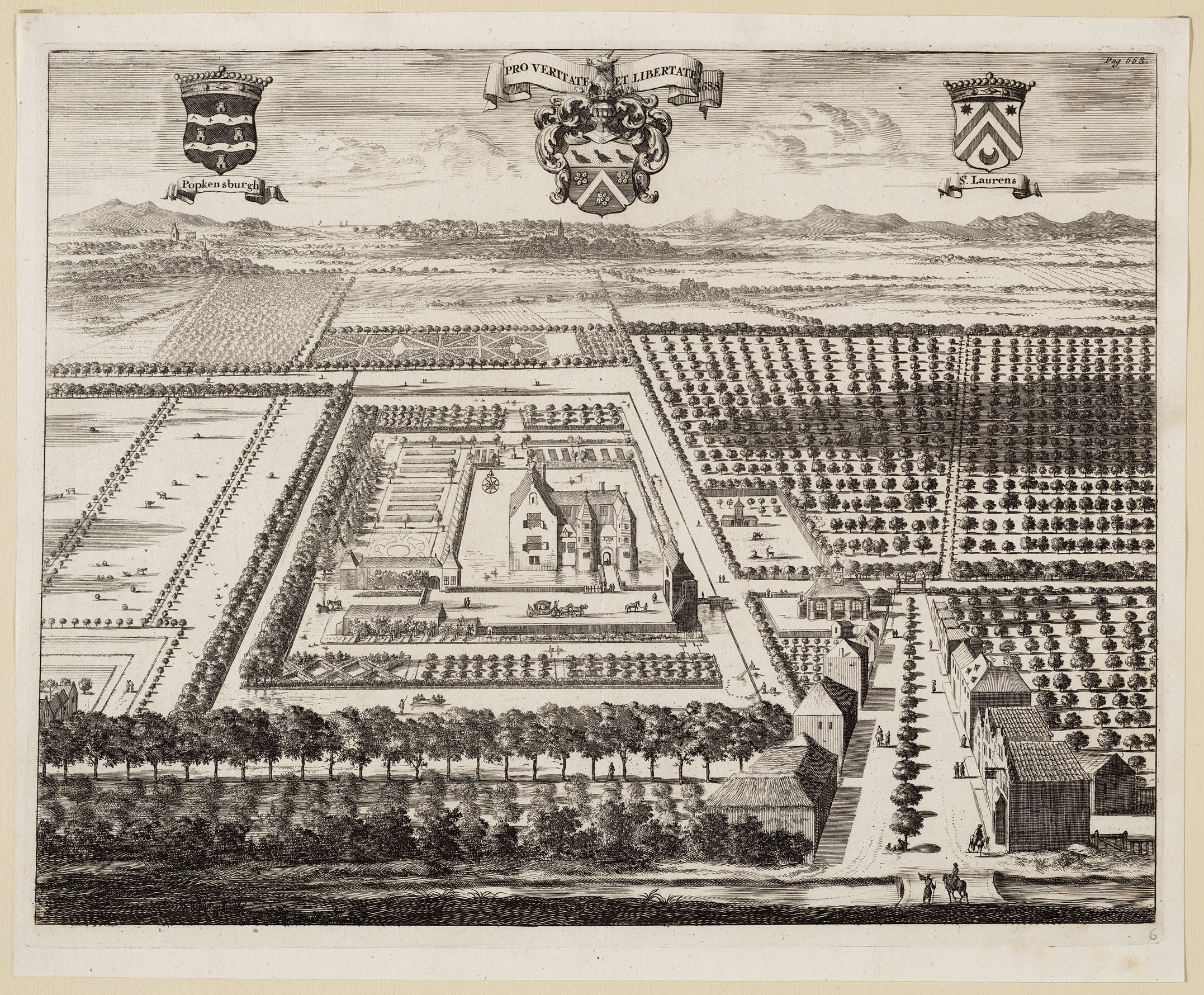
Gezicht op Popkensburg